# 467 a.C.
Il 467 a.C. (CDLXVII a.C. in numeri romani) è un anno  del V secolo a.C.

## Eventi
- Roma: 
  - consoli Tiberio Emilio Mamercino, al suo secondo consolato, e Quinto Fabio Vibulano, unico sopravvissuto della gens Fabia alla battaglia del Cremera.

## Nati
- Lachete di Melanopo, militare ateniese († 418 a.C.)